# 9187 Walterkröll
9187 Walterkröll là một tiểu hành tinh vành đai chính với chu kỳ quỹ đạo là 1352.7952978 ngày (3.70 năm).
Nó được phát hiện ngày 12 tháng 9 năm 1991.